# Гуто-Боровенська сільська рада
Гуто-Боровенська сільська рада Гуто-Боровенської сільської територіальної громади (до 2018 року — Гуто-Боровенська сільська рада Камінь-Каширського району Волинської області) — орган місцевого самоврядування Гуто-Боровенської сільської громади Волинської області з садибою у с. Гута-Боровенська.

## Склад ради
Рада складається з 22 депутатів та голови.
Перші вибори до ради Гуто-Боровенської громади та сільського голови громади відбулись 23 грудня 2018 року. Було обрано 22 депутати, з них (за суб'єктами висування): БПП «Солідарність» — 18, УКРОП та Всеукраїнське об'єднання «Батьківщина» — по 2 депутати.
Головою громади обрали позапартійного самовисуванця Михайла Оліферчука, чинного Боровненського сільського голову.

## Історія
До 3 січня 2019 року — адміністративно-територіальна одиниця у Камінь-Каширському районі Волинської області з підпорядкуванням сіл Гута-Боровенська та Малі Голоби. Рада складалась з 16 депутатів та голови.
Згідно з переписом УРСР 1989 року чисельність наявного населення сільської ради становила 1148 осіб, з яких 559 чоловіків та 589 жінок.
За переписом населення України 2001 року в сільській раді мешкало 1248 осіб.

### Мова
Розподіл населення за рідною мовою за даними перепису 2001 року:
| Мова       | Відсоток |
| ---------- | -------- |
| українська | 99,92 %  |
| російська  | 0,08 %   |

#### Керівний склад сільської ради
| ПІБ                         | Основні відомості                                                                | Дата обрання | Дата звільнення |
| --------------------------- | -------------------------------------------------------------------------------- | ------------ | --------------- |
| Балик Олександр Олексійович | Сільський голова, 1961 року народження, освіта, член Партії «Демократичний Союз» | 26.03.2006   | 31.10.2010      |
| Балик Олександр Олексійович | Сільський голова, 1961 року народження, освіта вища                              | 31.10.2010   |                 |

Примітка: таблиця складена за даними джерела